# Épiez-sur-Meuse
 Épiez-sur-Meuse  là một xã thuộc tỉnh Meuse trong vùng Lorraine đông nam nước Pháp. Xã này nằm ở khu vực có độ cao trung bình 274 mét trên mực nước biển.